# Buddhizmus Szerbiában
A buddhizmus Szerbiában a 20. század óta létezik. Szerbiában épült Európa legelső buddhista temploma 1929-ben. Az ország egyik legismertebb buddhista alakja Srdjan Gojkovic Gile, aki egyben népszerű énekes is.

## Története
Szerbiában a buddhizmus története egészen az országba érkező nyugat-mongol buddhista kalmük közösség érkezésével kezdődött, akik Oroszországból menekültek az 1917-es októberi forradalom után. A kalmükök 1929-ben építették meg első buddhista templomukat Belgrád egyik külvárosában (Zvezdara), amelyre I. Sándor jugoszláv király adott engedélyt. Ez lett egész Európa legelső buddhista temploma. A 2. világháború és a kommunisták győzelme után a kalmük tovább menekültek nyugat felé Európába és Amerikába.
25 évvel ezelőtt  szerveződött egy szerb magánemberekből álló csoport, amely először nem hivatalosan, majd 2009-től már regisztrált szervezetként kiadói, szervezői és egyéb tevékenységgel kiegészülve működik. 2017-ben létrehozták az ország első buddhista kolostorát Újvidék közelében, ahol a szerzetesek állandó jelleggel tartózkodhatnak.

## Théraváda
Az első théraváda szervezet 2009-ben alapult Szerbiában (Srednji Buddhista Társaság).

## Tibeti buddhizmus
Szerbiában is működik a Gyémánt út buddhista közösség.